# Pensacola sylvestris
Pensacola sylvestris is een spinnensoort in de taxonomische indeling van de springspinnen (Salticidae).
Het dier behoort tot het geslacht Pensacola. De wetenschappelijke naam van de soort werd voor het eerst geldig gepubliceerd in 1896 door Elizabeth Maria Gifford Peckham & George William Peckham.